# Menyllus
Menyllus is een kevergeslacht uit de familie van de boktorren (Cerambycidae). De wetenschappelijke naam van het geslacht werd voor het eerst geldig gepubliceerd in 1864 door Pascoe.

## Soorten
Menyllus omvat de volgende soorten:
- Menyllus maculicornis Pascoe, 1864
- Menyllus rotundipennis Breuning, 1968